# Ахсан ат-такасим фи марифат ал-акалим
«А́хсан ат-такаси́м фи ма́рифат ал-акали́м» (араб. أحسن التقاسيم في معرفة الأقاليم‎ — «Лучшее разделение для познания климатов») — историко-географическое произведение арабского географа и путешественника аль-Мукаддаси, составленное в конце X века (ок. 985 года).

## Автор
Полное имя автора: Шамс ад-Дин Абу Абдуллах Мухаммад ибн Ахмад ибн Абу Бакр аль-Банна аш-Шами аль-Макдиси аль-Башшари (араб. شمس الدين أبو عبد الله محمد بن أحمد بن أبي بکر البناء الشامي المقدسي البشاري‎). Поскольку арабское письмо является консонантным, существует два варианта прочтения нисбы المقدسي‎, наиболее предпочтительным является вариант аль-Макдиси, а не аль-Мукаддаси (К. Э. Босуорт).
«Ахсан ат-такасим» является единственным источником данных о биографии аль-Мукаддаси. Он родился в период между 331 и 334 годом хиджры (942—945 годы) в Палестине и умер там же не ранее 381 года хиджры (991 год). Аль-Мукаддаси был одним из великих путешественников того времени, он хорошо знал Палестину и Южную Сирию, Аравийский полуостров, Ирак и Персию, но был плохо осведомлён о странах Магриба и Аль-Андалусе (мусульманская Испания), а также о Синде на самом востоке тогдашнего Исламского мира.
Во время своих путешествий аль-Мукаддаси зарабатывал на жизнь преподаванием, работал знатоком права (факих) и занимался различной торговлей, а также вёл образ жизни студента, ищущего знания; бродяжничал. Его религиозные воззрения были весьма эклектичными и далёкими от фанатизма. Он хорошо отзывался о каррамитах Нишапура и Хорасана, симпатизировал мутазилитскому учению, интересовался суфизмом. В некоторых моментах, описанных им в своей книге, явно прослеживается его склонность к шиизму.

## Содержание и структура
«Ахсан ат-такасим» состоит из 2-х частей. Аль-Мукаддаси даёт общую характеристику Земли, разделив всю поверхность на климатические области (ар. иклим от греч. κλίμα — «наклон»). Семь иклимов относятся к арабам — Аравия, Ирак, Акур, Шам, Миср и Магриб. Остальные семь относятся к аджамам — Машрик, Дайлам, Рихаб (Азербайджан и Армения), Джибаль, Хузестан, Фарс и Керман, Синд.
При составлении книги аль-Мукаддаси в первую очередь опирался на свой опыт и записи очевидцев. Также источником послужили сведения от доверенных лиц и материалы, найденные в архивах и библиотеках. По этой причине «Ахсан ат-такасим» является важным источником об исторических событиях тех времён. В труде аль-Мукаддаси содержится информация об образе жизни, одежде, обычаях и суевериях местных общин. Для историков религии особую ценность представляют сведения о верованиях и конфликтах между сектами, которые не упоминаются больше нигде.
Язык книги труден для восприятия из-за использования автором вставок с рифмованной прозой и сжатого стиля повествования, напоминающего заметки.

## Рукописи
«Ахсан ат-такасим» — единственное сочинение аль-Мукаддаси. Согласно Якуту аль-Хамави, автор закончил написание книги около 375 года хиджры (985 год), но есть основания полагать, что это произошло позднее, в последние годы правления Хамданида Саад ад-Даулы, который умер в 991 году. По предположению Андре Микеля, аль-Мукаддаси мог сделать сокращённые варианты своего труда, содержащие определённые избранные главы, которые могли бы служить карманным справочником для государственных служащих.
Наиболее изученными являются рукописи «Ахсан ат-такасим», хранящиеся в Берлине и Стамбуле, которые использовал Михаэл Ян де Гуе в своём издании 1877 года (Лейден). Более поздняя берлинская рукопись посвящена некоему Абу-ль-Хасану Али ибн Хасану и содержит восторженные описания правителей Хорасана и Мавераннахра из династии Саманидов. В стамбульской рукописи автор более благосклонно относится к правителям Египта и Сирии из династии Фатимидов, а также симпатизирует шиитам. В этой рукописи книга именуется «Китаб аль-масафат ва-ль-вилаят» («Книга о расстояниях и вилаятах»). Палестинский историк Муджир ад-Дин аль-Улайми называет книгу аль-Мукаддаси «аль-Бади фи тафдиль мамлакат аль-ислам» («Превосходная книга о преимуществе исламских стран»).